# Johann Georg von Hahn
Johann Georg von Hahn (Fráncfort del Meno, 11 de julio de 1811-Jena, 23 de septiembre de 1869) fue un diplomático y filólogo austríaco, especialista en la cultura y la historia de Albania. 
Cónsul de Austria en Ioánina, Siros y Atenas, se le considera el fundador de los estudios albaneses. Aprendió albanés y demostró la pertenencia de esta lengua a la familia indoeuropea. 

## Obra
- "Albanesische Studien", Bd. 1-3, Jena 1854,[1]
- "Reise von Belgrad nach Salonik. Von J. G. v. Hahn, K. K. Consul für östliche Griechenland". Wien 1861, Mit 2 Karten
- "Griechische und albanesische Märchen", Bd. 1-2, Leipzig 1864, München/Berlin 1918
- "Reise durch die Gebiete von Drin und Wardar", Wien 1867